# Josefína Kounicová
Josefína Kounicová (rozená Josefa Horová, 7. dubna 1881 Žinkovy – 5. října 1961 Praha) byla česká mecenáška, druhá manželka Václava hraběte Kounice. Neurozená dcera tesaře pocházela z chudých poměrů a byla o 33 let mladší než její choť – šlechtic, právník a politik. Po desetileté známosti se v květnu 1908 vzali a při té příležitosti novomanželé založili nadaci na zřízení vysokoškolských kolejí v Brně. Po pětiletém bezdětném manželství však ovdověla a prožila další téměř půlstoletí v nových pořádcích republiky, válečného běsnění i budování socialismu.

## Život

### Raná léta
Narodila se v Žinkovech u Přeštic v Pošumaví 7. dubna 1881 do rodiny Barbory Horové a jejího muže tesaře Vojtěcha Hory, pokřtěna byla jako Josefa. Měla vlastní sestru Annu a další dvě starší sestry Barboru a Marii, jež si přivedla z předchozího manželství matka Barbora rozená Kuželová, provdaná Duchková. Chudá rodina žila v dřevěné doškové chalupě, Josefína později ve vzpomínkách uváděla, že v mládí bývala slabá a často nemocná. Po dokončení obecné školy v Žinkovech (1886–1895) chtěla dále studovat, to ale otec s ohledem na finance a zdraví své dcery nedovolil. Jen krátce tak docházela na měšťanskou školu do Nepomuku na ruční práce a jiné předměty.
Později ji k sobě přijala zámožnější teta Barbora Ostratická, která pracovala jako kuchařka a hospodyně na panském domě v Uherském Brodě a jejíž manžel byl vrchnostenský úředník tamtéž. Josefa zde nastoupila na jaře 1897 jako hospodyně a učila se ženským pracím, především vaření.

### Kounicové v Uherském Brodě

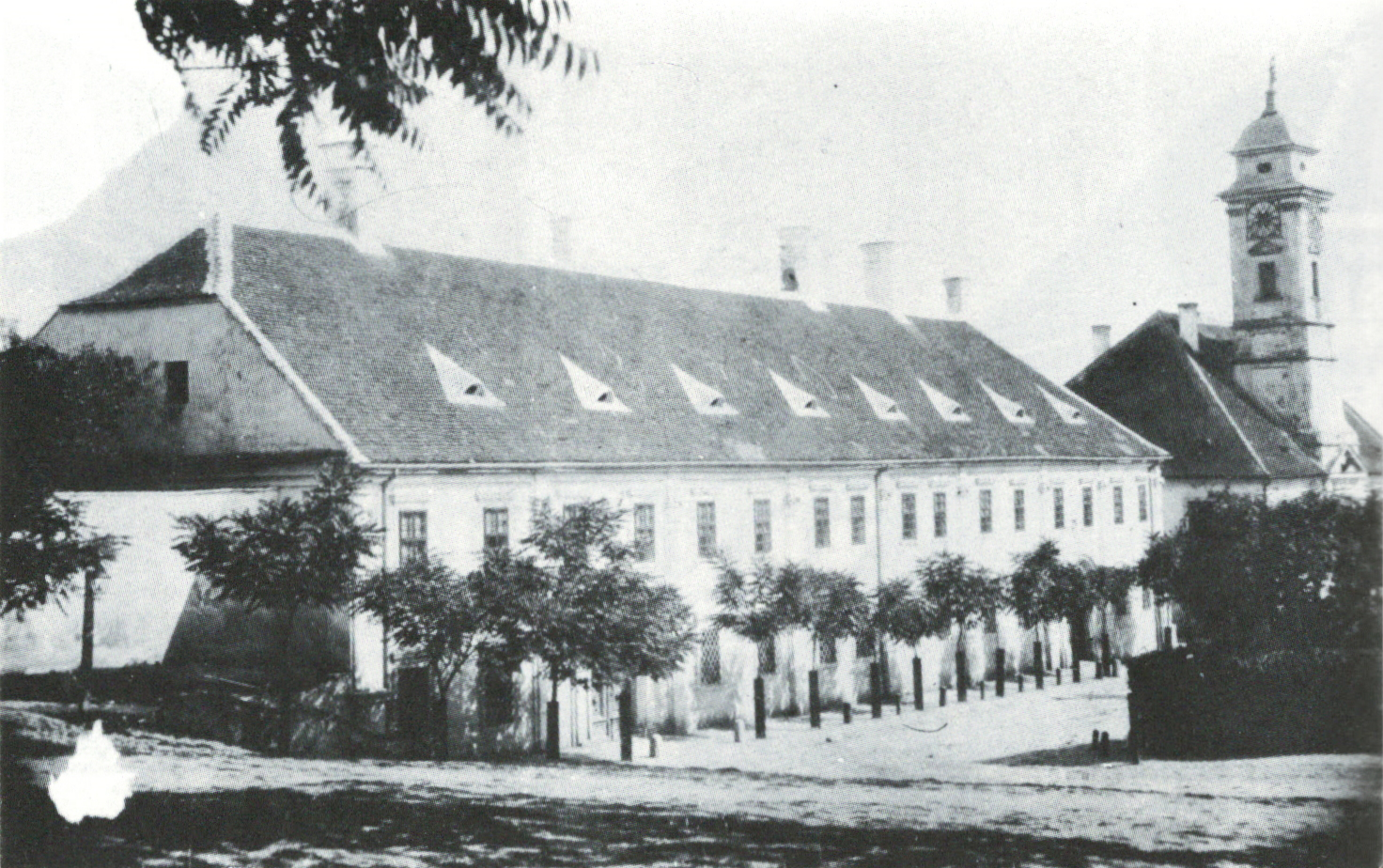
Panský dům v Uherském Brodě v 90. letech 19. století

Uherskobrodské panství vlastnil již od roku 1611 šlechtický rod Kouniců. Po Aloisi Václavu Kounicovi (1774–1848), který zemřel jako otec čtyř dcer a poslední mužský dědic moravské větve, převzal moravské državy Michael Karel Kounic (1803–1852) z české větve rodu, resp. po vleklém sporu s Aloisovými dcerami až v roce 1862 jeho prvorozený syn z manželství s Eleonorou Voračickou z Paběnic (1809–1898) Albrecht Kounic (1829–1897).
Albrechtův nejmladší bratr Václav (1848–1913) se mezitím věnoval studiu práv a pak politické kariéře poslance Českého zemského sněmu i Říšské rady. Od roku 1877 byl ženatý s herečkou Josefínou Čermákovou (1849–1895), s níž sídlil na zámku Vysoká u středočeské Příbrami. Druhá polovina 90. let mu však přinesla sérii ztrát: v květnu 1895 zemřela jeho choť, v lednu 1897 bratr Albrecht a v lednu 1898 matka Eleonora. Václav se v dubnu 1897 vzdal zemského a pak i říšského poslaneckého mandátu a převzal starost o dědictví a rodový majetek na Moravě. Pobýval zprvu převážně ve Slavkově a podle potřeby zajížděl do Uherského Brodu, kde se ocitl přibližně ve stejné době jako Josefa Horová.

### Před svatbou

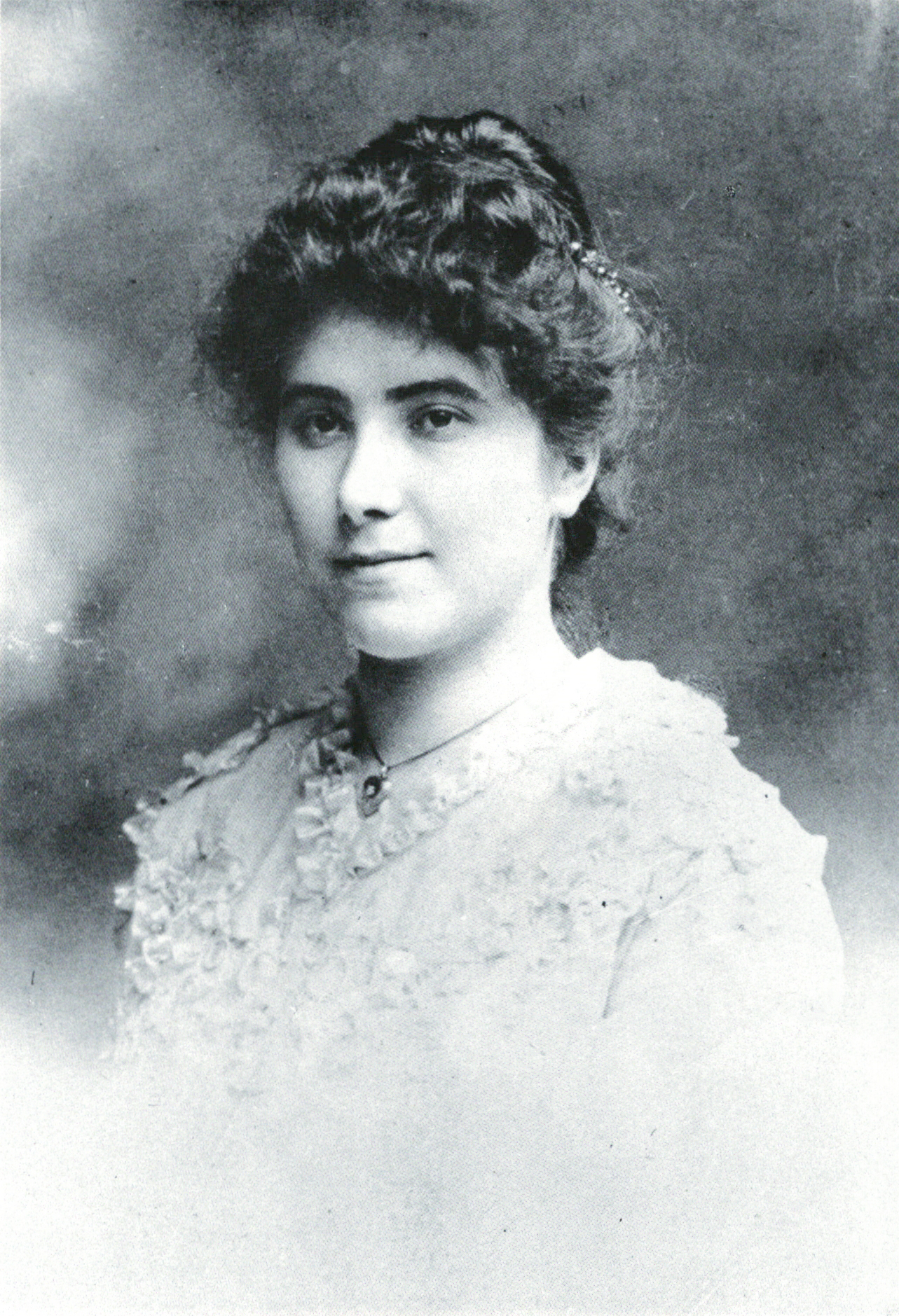
Osmnáctiletá Josefa Horová v říjnu 1899

Kdy se tehdy již padesátiletý hrabě poprvé setkal s prostou dívkou o 33 let mladší, není přesně známo. V Kounicových zápiscích se první poznámky o Pepičce, jak jí pak říkal, objevily v červenci 1899. Jejich vztahu nepřál značný věkový rozdíl ani příslušnost k odlišným společenským vrstvám (ačkoli pro hraběte bylo podobnou zkušeností už první manželství s neurozenou herečkou, ani v tom případě však rozdíl nebyl tak velký).
Aby Václav Kounic Josefu podpořil, poskytl jí možnost vzdělávání v soukromém Kodetově ústavu v Praze, kde se dívky ze zámožných rodin připravovaly na manželství studiem jazyků, literatury, malby, hry na piano či společenského vystupování. Zpěv se učila u členky Národního divadla Růženy Maturové. V Praze bydlela u Terezie Koutecké, Kounicovy švagrové (1845–1905, v roce 1888 ovdovělá), a stýkala se i s jeho tchyní Klotildou Čermákovou (1823–1903). V letních měsících pobývala na zámku Vysoká, kde se seznámila také s Antonínem Dvořákem a jeho rodinou. Na její podnět např. v červnu 1902 složil Dvořák Vysockou polku, jejíž rukopis si po jeho smrti na jaře 1904 uchovala.
Formálně byla Josefa k 1. lednu 1902 Kounicem jmenována „prozatímní účetní revidentkou“ s ročním platem 600 korun. Teprve v roce 1905 dokončila svá pražská studia a také v dubnu s věkem 24 roků dosáhla právní plnoletosti, takže mohla začít oficiálně vystupovat po Kounicově boku.

### Zámeček Obora

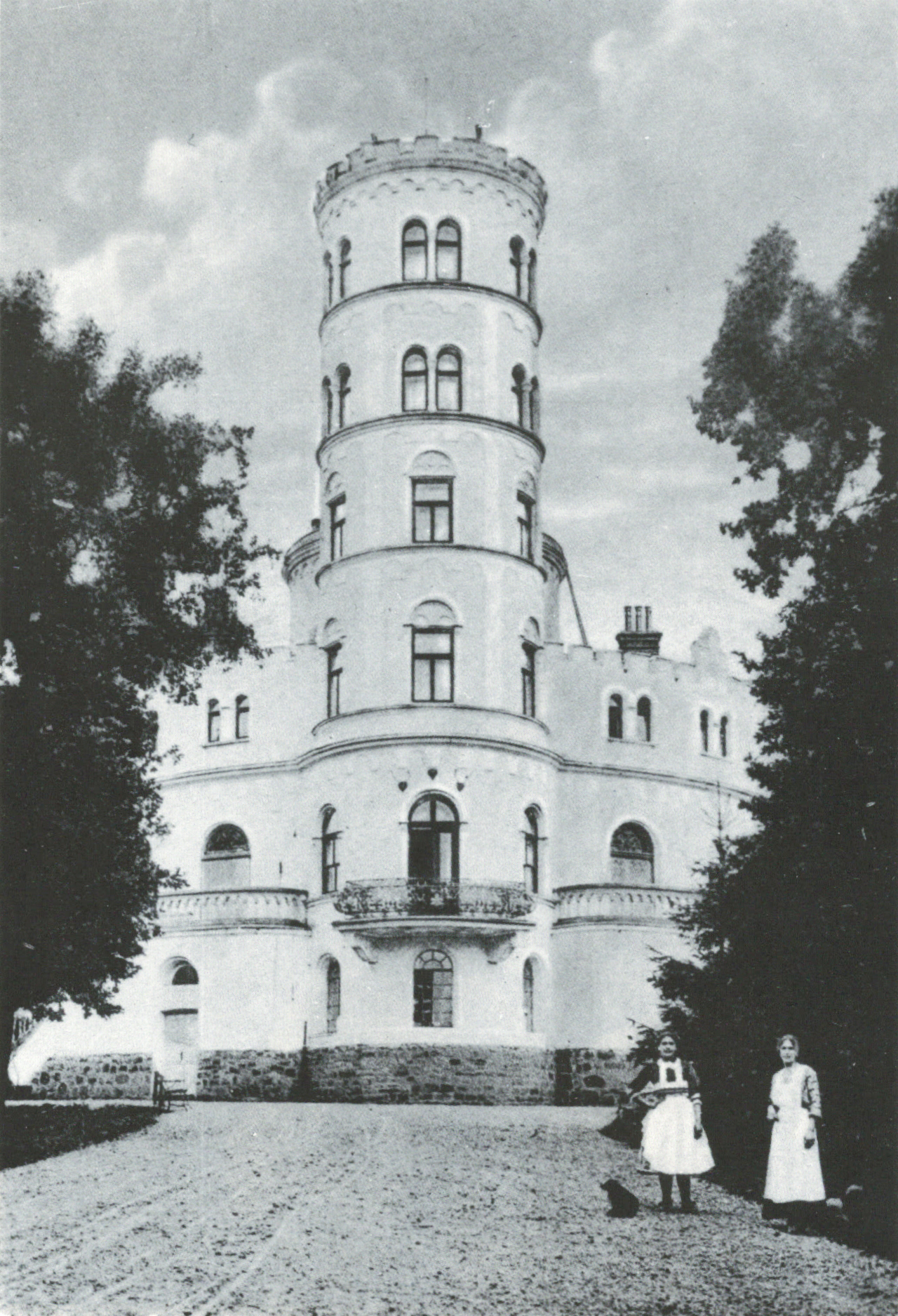
Zámeček Obora na snímku z roku 1910

Mezitím se hrabě rozhodl postavit nové letní sídlo blíže svých moravských panství a vybral si pro ně polesí Obora jižně od Drslavic nedaleko Uherského Brodu. Svou roli mohla hrát i blízkost luhačovických lázní, u stárnoucího hraběte se totiž projevovalo astma a problémy s průduškami. V prosinci 1902 se poprvé sešel s architektem Václavem Wittnerem z Olomouce a následujícího roku začala výstavba. V roce 1904 byl zámeček Obora zkolaudován, ještě až do roku 1907 však pokračovaly další vnitřní úpravy. Při kolaudaci měl údajně získat číslo popisné 113, na Josefinu přímluvu z pověrčivosti, aby neneslo smůlu, však bylo přenecháno jinému stavení a zámeček byl označen číslem 114.
V květnu 1905 Kounic prodal Vysokou, k níž Dvořákovou smrtí ztratil poslední vazbu. Část mobiliáře nechal převézt do svého pražského domu a část do nového sídla, kam se v červnu téhož roku mohl i s Josefou nastěhovat. V jednom z dopisů z dubna 1905 jí psal o úpravách sídla, jež prý nechal vybudovat pro ni. Hrabě i s místními obyvateli pak zámečku začal přezdívat Pepčin zámek, později zkráceně Pepčín, což se však Josefě nelíbilo, považovala to za posměšné a urážlivé.

### Sňatek a dar studentstvu

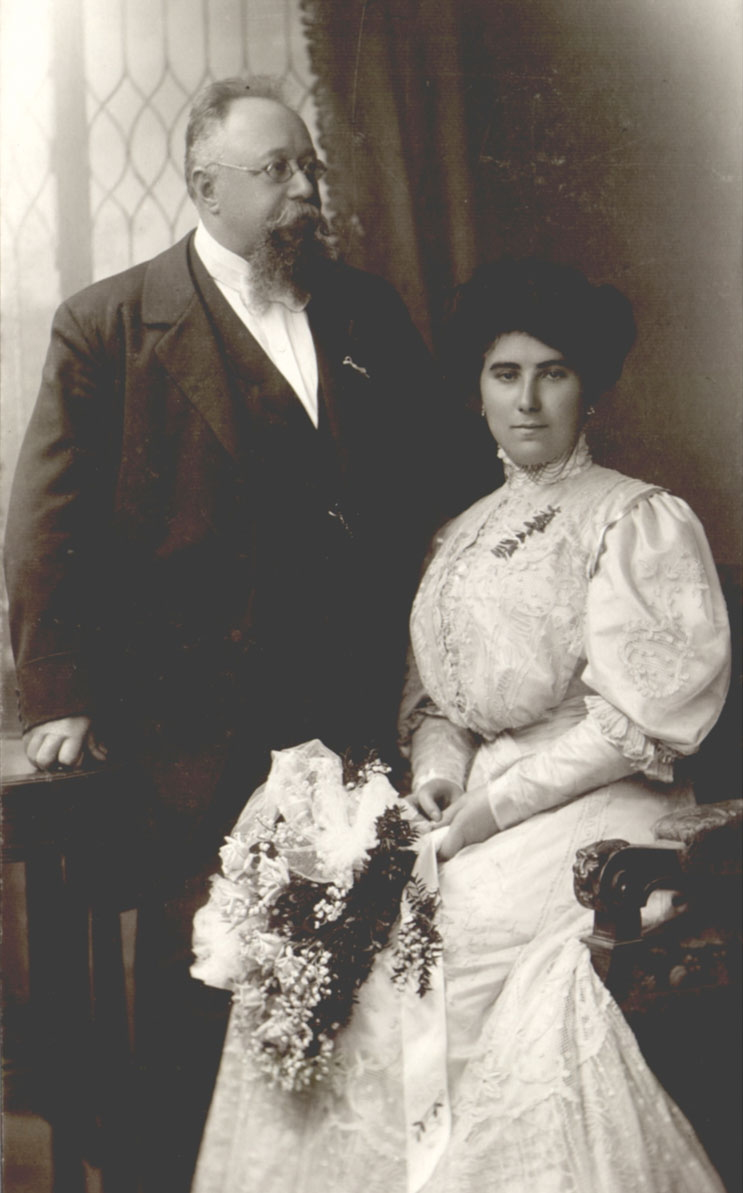
Svatební fotografie novomanželů od Jana Langhanse

Patrně již při budování zámečku pomýšlel hrabě na druhé manželství. Aby však sňatkem se ženou nešlechtického původu nepřišel o majorát/fideikomis (zděděné statky), musel k němu nejprve získat souhlas. Do svatby pár pobýval střídavě v Oboře a na zimu v Praze. Na počátku roku 1906 hrabě mimo jiné také navštívil svého přítele architekta a mecenáše Josefa Hlávku (1831–1908) a pražské studentské koleje, patrně již s myšlenkou na vlastní podporu moravského školství. V březnu 1908 odjeli Horová s Kounicem na třítýdenní předsvatební cestu na balkánský jih rakousko-uherské monarchie, kde společně navštívili významná města pozdější Jugoslávie či (později italský) Terst.
Po asi desetileté známosti, dne 12. května 1908, se v Praze na smíchovském farním úřadě uskutečnila svatba Josefíny a Václava Kounicových. Novomanželé se mimo jiné nechali vyfotografovat u Jana Langhanse, na svatební hostině v hotelu Paříž u Obecního domu pak hostům oznámili darování Kounicova brněnského paláce za účelem vybudování studentských kolejí pro potřeby studentstva z brněnského vysokého učení. Palác na Radwitově (dnešním Žerotínově) náměstí prý byl zamýšlen jako svatební dar Josefě, ta jej však coby příliš hodnotný odmítla přijmout a vyslovila přání věnovat jej na dobročinné účely. Pod nadační listinou již byla podepsána jako Josefína hraběnka z Kaunic.

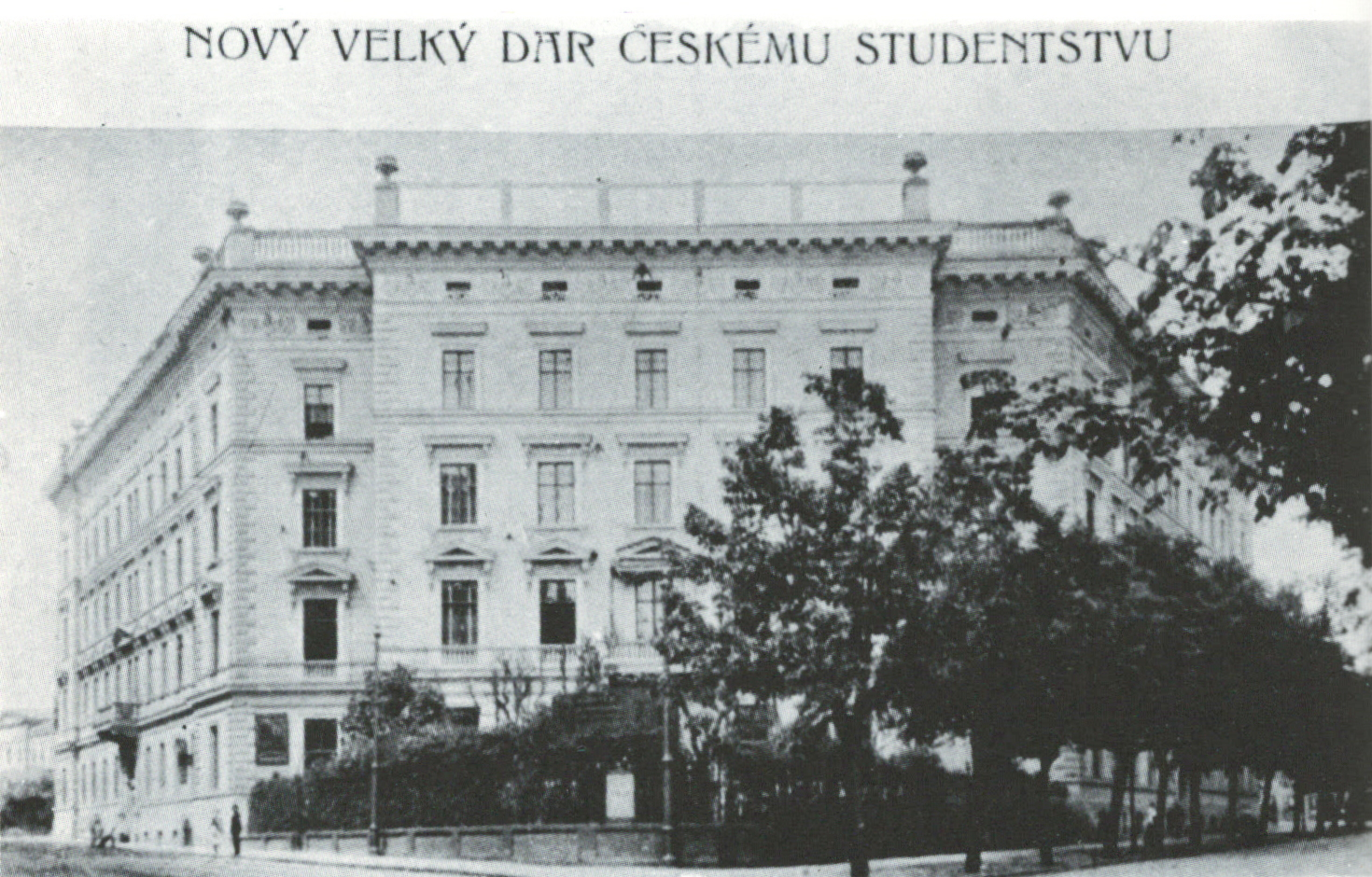
Kounicovský brněnský palác jako dar českému studentstvu

Manželství Josefíny s Václavem zůstalo bezdětné. Hrabě vyrůstal jako nejmladší z 10 sourozenců a odtud patrně pramenila silná averze – cizí děti údajně neměl v lásce a po vlastních netoužil (děti ostatně ve svých manželstvích nezanechali ani tři jeho bratři Jindřich, Jiří a Evžen).
I po sňatku pobývali střídavě v Oboře a v Praze, Josefína později vzpomínala také na své časté cesty za manželovou rodinou do Slavkova a Vídně. Ve Slavkově využívali byt zřízený v jihozápadní části zámku, v Praze pak od roku 1910 byt v ulici Na Struze s výhledem na Slovanský ostrov. V Oboře manžele navštěvovali i známí umělci a literáti jako Alois Jirásek, Josef Svatopluk Machar, Adolf Heyduk, Josef Anýž, právník a pražský starosta Karel Groš, často také rodinní přátelé malíři Josef Klír a Joža Uprka. Václav doprovázel Josefínu na plesy, výstavy a koncerty. Společně rádi zajížděli do Luhačovic, jejichž lázeňské procedury využili např. na přelomu září a října 1910 a kde i provozovali tenis.

### Manželova smrt

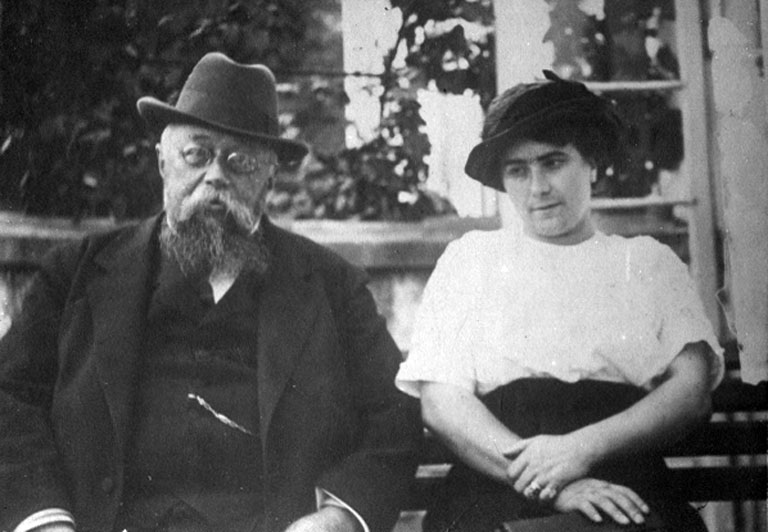
Společný snímek manželů Kounicových

V květnu 1913 ještě oslavili pětileté manželské jubileum, v červenci byli na svatbě syna Kounicovy neteře Marie Alexandra Hohenlohe, před koncem září hrabě oslavil své 65. narozeniny, načež odcestoval do Krakova, vrátil se však nachlazený a jeho zdravotní stav se horšil, až v noci z 13. na 14. října 1913 v Uherském Brodě zemřel. Poslední rozloučení proběhlo v Brodě 17. října a Josefína s rakví poté cestovala smutečním vlakem k dalším zastavením ve Slavkově a v Brně. V Praze následovalo loučení v neděli 19. října a hraběcí ostatky byly uloženy na hřbitově na Malvazinkách.
Václav Kounic údajně vyhotovil závěť, v níž ustanovil Josefínu svojí univerzální dědičkou. Závěť se však nenašla, a tak probíhalo dědické řízení podle zákona. Rodové statky na Moravě získal jako fideikomis poslední mužský dědic, Václavův bratr Evžen, který žil ve Vídni, a protože trpěl kýlou, nemohl se o řízení hospodářství starat naplno a úzce spolupracoval s Josefínou. V roce 1919 zemřel Evžen bezdětný a s ním Kounicové po meči vymřeli. O majorát pak nastaly vleklé spory mezi Rudolfem Kristiánem z Vrbna (1864–1927) a rodem Pálffyů. Ty skončily až v roce 1923 smírem ve prospěch Josefa Pálffyho a částečně jeho bratra Petra, kteří se ujali slavkovského a brodského panství.
Vedle rodového majetku existoval ještě Václavův majetek alodiální, zejména velkostatek Prakšice a polesí Obora se zámečkem. O něj se Josefína dělila s dalšími dědici: dcerami Václavova nejstaršího bratra Albrechta Marií provdanou hraběnkou Hohenlohe-Waldenburg-Schillingsfürst (1855–1918, tehdy již ovdovělou) a Eleonorou provdanou hraběnkou Andrássy (1862–1936) a také s baronem Josefem Pálffym. Aby Josefína tyto statky získala jen pro sebe, musela ostatní podílníky vyplatit a pro tyto účely se zadlužila.

### Vdovský život v republice

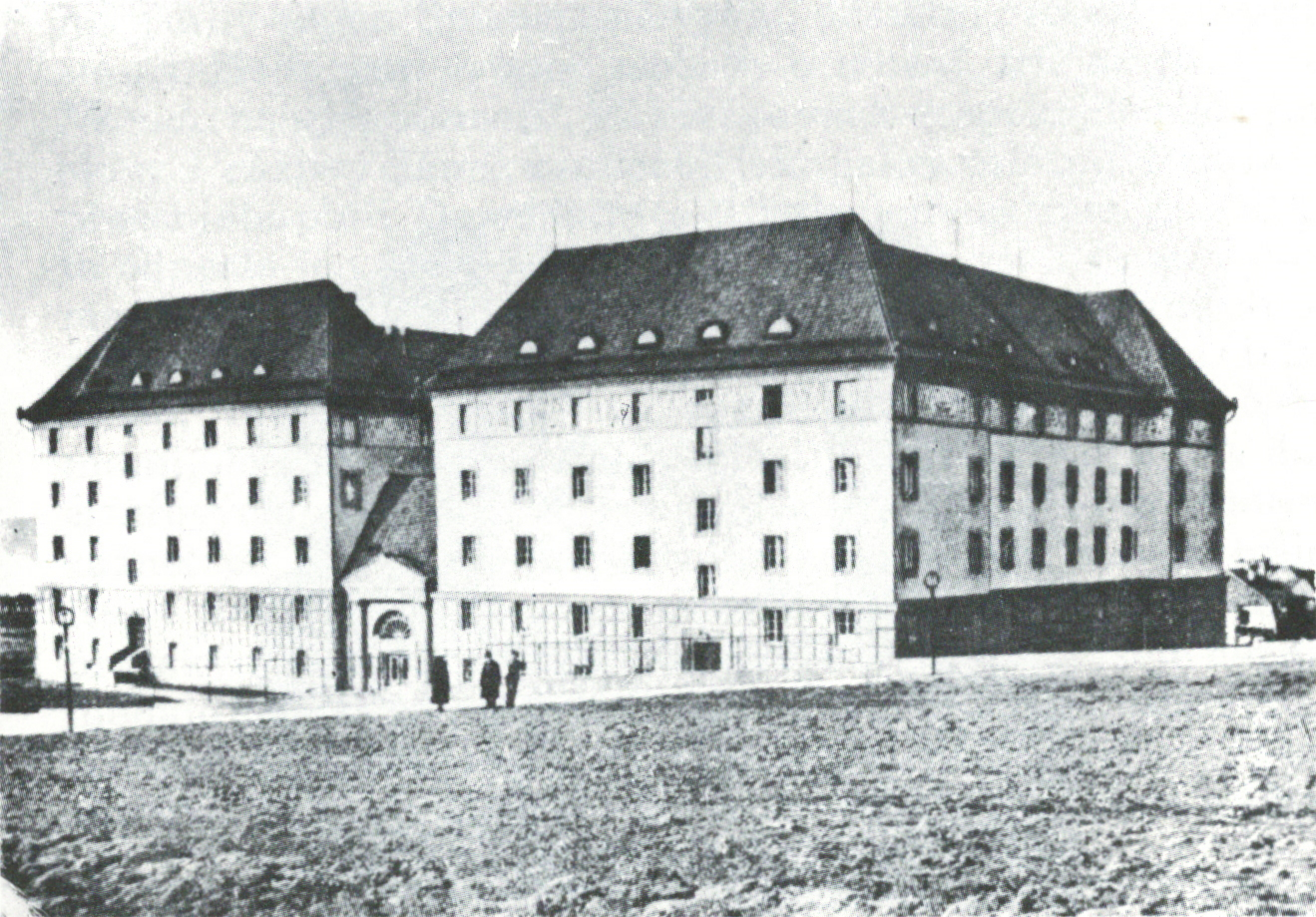
Kounicovy studentské koleje krátce po dokončení, v roce 1925

Mezitím proběhla také první světová válka, kterou Josefína Kounicová přečkala převážně v Brně a Praze. Po manželově smrti převzala jeho čestnou funkci protektora studentských kolejí v Brně, jejichž realizace však poněkud vázla, v roce 1916 se podařilo odkoupit pozemek v Žabovřeskách a v listopadu 1923 se mohlo nastěhovat prvních sto studentů. Po vzniku Československé republiky hraběnka přišla o svůj šlechtický titul a v důsledku pozemkové reformy také o část rozlohy svých pozemků. Kromě Prakšic a Obory disponovala domem v Uherském Brodě (Hradišťská č. 6) a dvěma domy v Praze (Zborovská č. 117, kde Kounic bydlel už se svou první ženou, a Na Struze č. 1).
V době manželova úmrtí byla Josefína stále ještě mladá a pohledná, měla dost nápadníků, žádného z nich však ve svých zápiscích nejmenovala, a jak přiznala v dopisech, žádný neměl charakter manžela. Podruhé už se neprovdala, i když by jí to třeba mohlo posloužit jako řešení finanční situace. Odmítla i nabídky na odkup zámečku Obora od sesterského řádu nebo Tomáše Bati ze Zlína, ačkoli se tam zdržovala spíše jen v období honů nebo při prodeji dřeva a častěji pobývala v Uherském Brodě nebo Praze. V období první republiky také hodně cestovala, navštívila Řecko, několikrát Itálii, také Anglii, Holandsko, Belgii a řadu dalších zemí.
V květnu 1924 zemřela její nejstarší sestra Barbora a v červnu téhož roku i matka. Poté si vzala svého otce k sobě do Prahy, tomu se však stýskalo po rodné vsi, a tak se vrátil do jejich domu, kde bydlela Josefínina sestra Anna s manželem. Josefína jej alespoň finančně podporovala, a to do jeho smrti v březnu 1937. Svůj zděděný podíl pak přenechala sestře Anně.
Ačkoli se sama politicky neangažovala, byla vdova po Václavu Kounicovi stále ještě dobře známá. V roce 1933 např. měla rozhlasový projev o životě a díle svého zesnulého chotě a v září se zúčastnila slavnostního odhalení jeho pamětní desky na zámku ve Slavkově, z čehož se dochovaly i filmové záběry. Spolu s vlastníkem zámku Josefem Pálffym a dalšími osobnostmi, jako byli Jan Baťa či slavkovský starosta Jaromír Pluskal, byla čestnou členkou předsednictva tehdejších Napoleonských her ve Slavkově.

### Okupace a poválečná léta

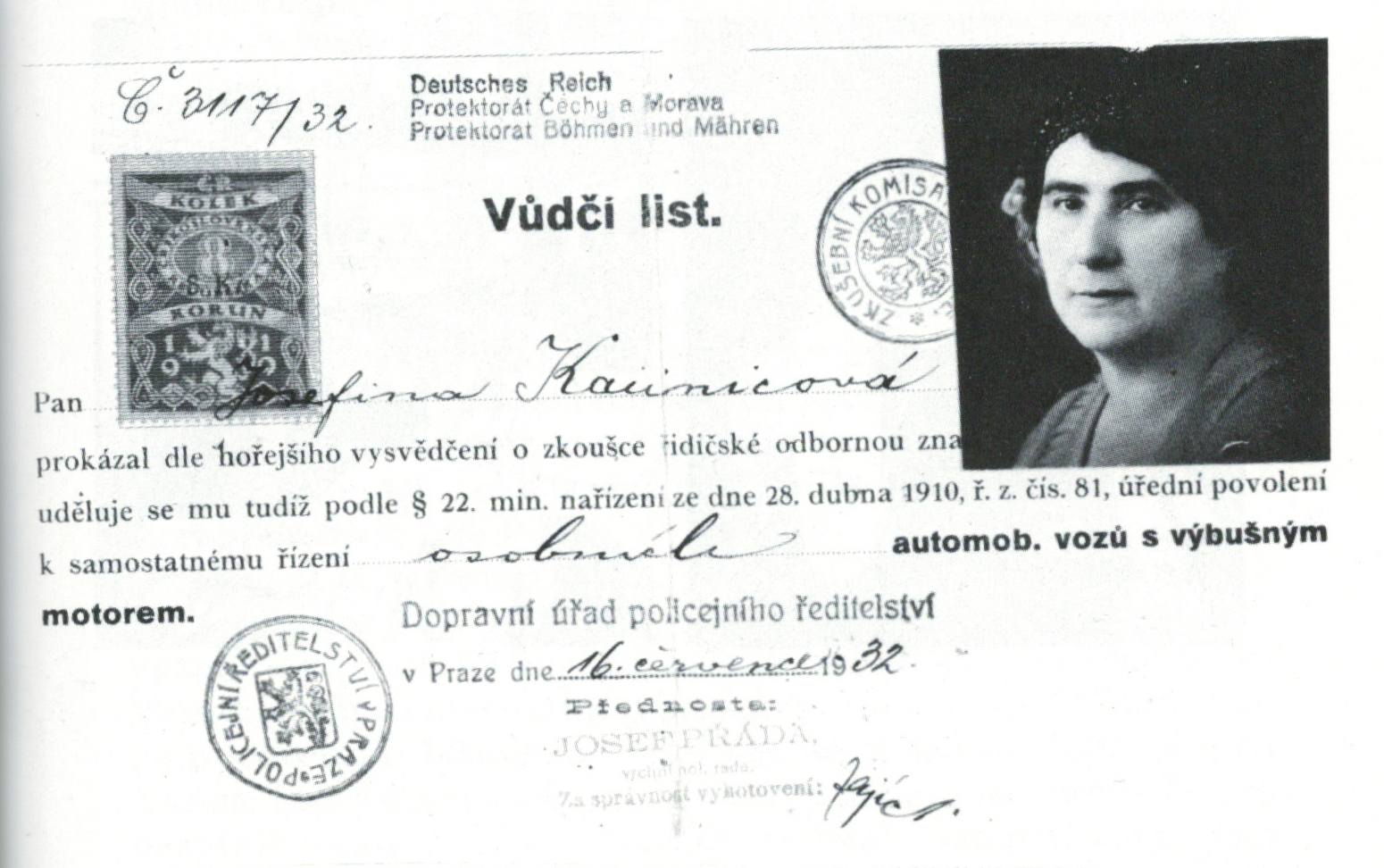
Řidičský průkaz (vůdčí list) Josefíny Kounicové ze 30. let

Po vyhlášení mobilizace roku 1938 obsadili zámeček Obora se souhlasem majitelky vojáci a zámeckou rozhlednu využili jako strážní věž. Po mnichovské dohodě byli staženi, během následné okupace je však nahradilo vojsko německé. Také na statek v Prakšicích byla v roce 1940 dosazena německá správa. Josefína se držela v ústraní a vyhnula se spolupráci s Němci, ačkoli musela čelit jejich tlaku. Na konci války však zůstal prakšický statek vybombardovaný a částečně zasažený požárem, Obora značně utrpěla rabováním. Kounicovy koleje byly spolu s vysokými školami 17. listopadu 1939 uzavřeny a v době válečné neblaze posloužily jako nacistická věznice s popravištěm.
Po válce Josefína usilovala zejména o obnovu statku v Prakšicích a na zámek už jí nezbývaly finance. V prvních pěti poválečných letech však v souvislosti s revizí pozemkové reformy o pozemky v Prakšicích i polesí Obora postupně přišla. Zámeček chtěla spolu se zbytky půdy věnovat jako celek Kounicovým kolejím v Brně a později ještě učinila návrh přestavět jej na ozdravovnu s vyhrazením místnosti, kde by mohla sama dožít, neuspěla však. Zámeček jí byl roku 1950 zabaven a přešel do vlastnictví státu, posléze jej využívalo ministerstvo vnitra jako ubytovnu vnitřní stráže vojska.
V té době již 70letá Josefína Kounicová dožívala jako nájemnice ve dvoupokojovém bytě pražského domu Na Struze a od roku 1956 jí byla vyplácena měsíční penze ve výši 500 Kčs. V pozdním věku jí byl nablízku tajemník a důvěrník Stanislav Todt, který značně přispěl i k uchování památky manželů Kounicových. Od nervového otřesu, který zažila na podzim 1945, častěji churavěla. I přes zdravotní komplikace s přibývajícím věkem se však snažila být aktivní a pravidelně na léto jezdívala do Uherského Brodu.
Dne 17. listopadu 1945 se v Praze zúčastnila připomínky uzavření českých vysokých škol v rámci Studentského sjezdu a při té příležitosti i krátce promluvila u hrobu svého manžela ke studentské delegaci. Usilovala pak o vrácení Kounicových kolejí k jejich původnímu poslání, což se podařilo, v roce 1948 však koleje přešly pod státní správu a někdejší kolejní spolek zanikl. V květnu téhož roku také Josefína přispěla svým proslovem do rozhlasového pásma u příležitosti 40. výročí založení kolejí, k odvysílání však nedošlo. Alespoň byla znovu odhalena po dobu války uschovaná pamětní deska Václava Kounice ve Slavkově a Muzejní společnost v Uherském Brodě ji jmenovala svojí čestnou členkou. V září 1949 telegraficky přála mnoho zdaru ke slavnostnímu zahájení napoleonské expozice ve slavkovském muzeu, které obývalo prostory někdejšího kounicovského zámku.

### Vlastní smrt

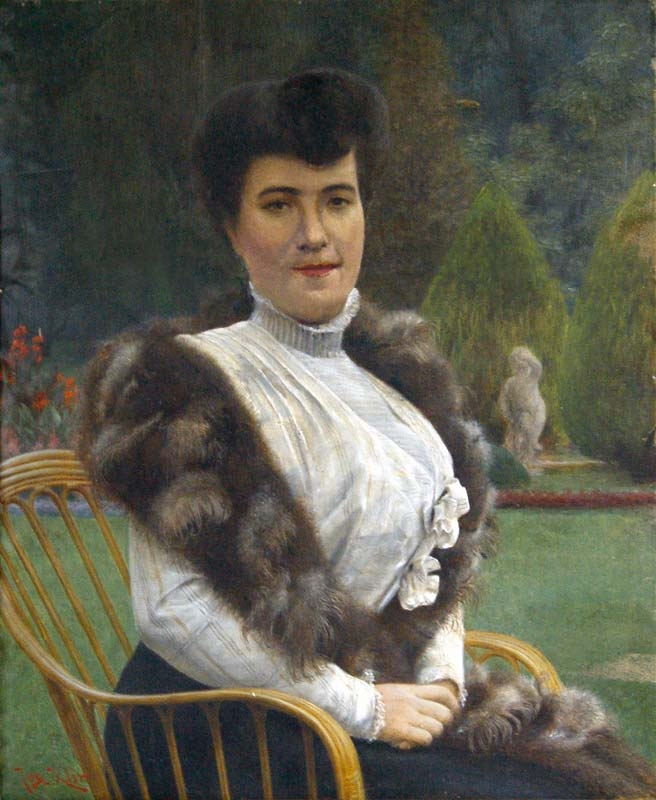
Josefína Kounicová na dochovaném portrétu od Josefa Klíra

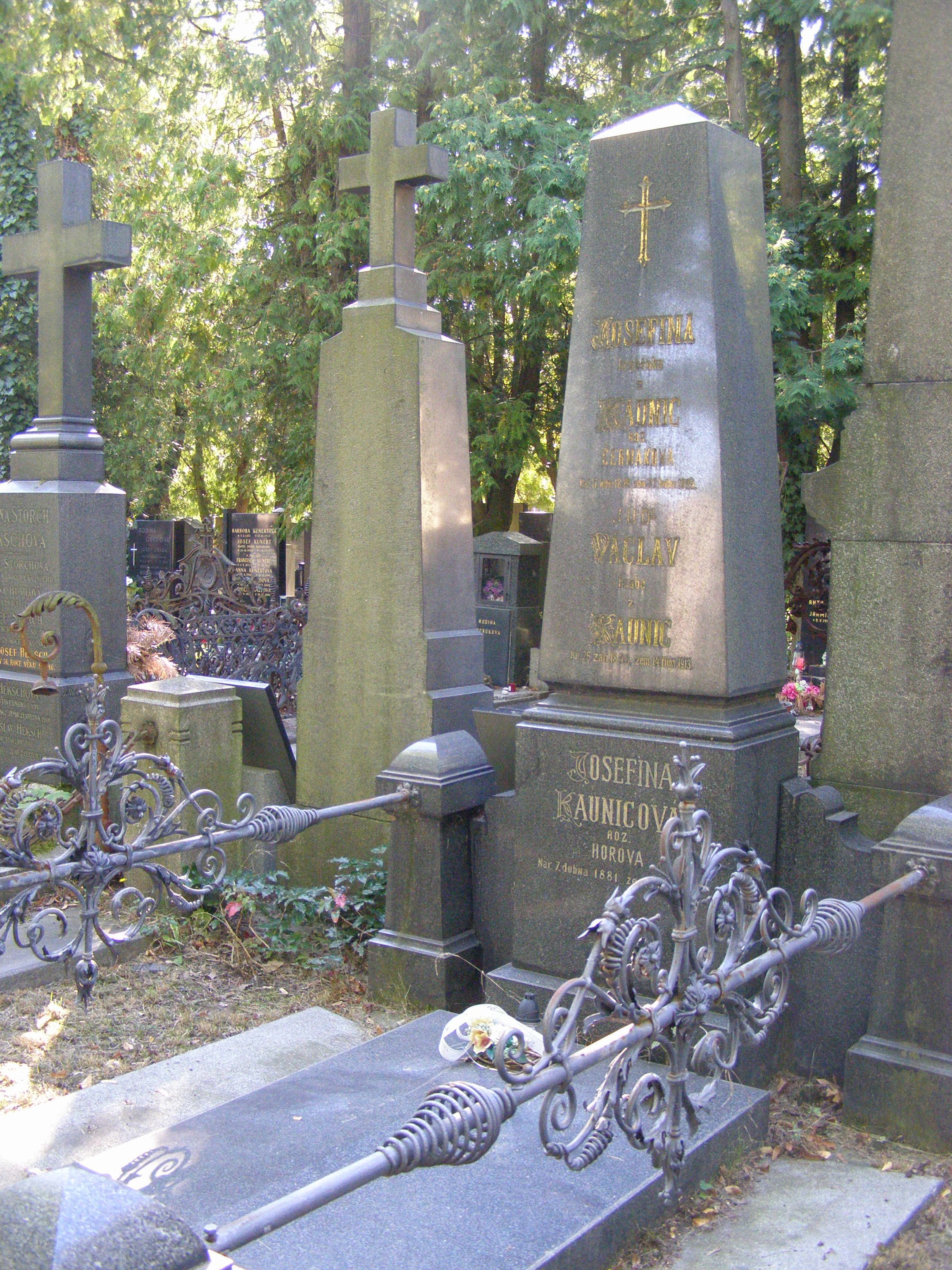
Společný hrob Václava Kounice a obou Josefín

V červnu 1960 utrpěla úraz s otřesem mozku, když na ni ve spánku spadl těžký obraz visící nad postelí. Po krátké rekonvalescenci se ještě v září vypravila téměř na měsíc do Uherského Brodu, začala však mít potíže s chůzí a bývala unavená. Po návratu do Prahy se její stav příliš nelepšil. V dubnu 1961 oslavila své 80. narozeniny, v létě se pak přece jen ještě vypravila do Brodu, při zmatcích ve vlaku ji však povalil nastupující dav a zlomila si ruku. V druhé půli července se vrátila do Prahy. Od 9. září se jí znatelně přitížilo, nemohla se zbavit horeček a deset dní strávila v nemocnici Na Františku. Dne 1. října byla převezena zpět domů, již 5. října 1961 však zesnula, bezmála půl století po svém choti. Byla uložena vedle něj a jeho první manželky v Praze na Malvazinkách. O dvacet let později, na jaře 1981, byl ve zbědovaném stavu stržen i zámeček Pepčín.
Z pozůstalosti po Václavovi věnovala Josefína již v roce 1949 několik desítek předmětů včetně nábytku, zrcadla či obrazů slavkovskému muzeu se záměrem vytvořit expozici na paměť Václava Kounice. K uskutečnění expozice došlo na konci roku 1959 v jejich bývalém bytě na slavkovském zámku. Když pak sama zemřela, i přes sepsání dvou závětí z let 1945 a 1949, v nichž stanovila jako dědice Kounicovy koleje a Akademický dům v Praze, žádná z těchto institucí nebyla k pozůstalostnímu řízení přizvána a státní notářství rozhodlo, že veškerý majetek připadne státu jako odúmrť. Dědické řízení probíhalo až do roku 1964. Část majetku byla před začátkem roku 1962 odvezena do slavkovského muzea, písemné památky zůstaly k setřídění u Stanislava Todta a ten je pak předal muzeu v roce 1973. Některé předměty se do muzea dostaly po Todtově smrti roku 1977 přes několik různých držitelů dokonce až koncem roku 2005.